# Embaixador português na Santa Sé
O Embaixador português na Santa Sé é um diplomata do Estado Português junto da Santa Sé. Anteriormente à Questão Romana de 1870 provocada pela Unificação de Itália, o detentor deste posto diplomático era comummente referido como Embaixador em Roma. Antes do século XVI os embaixadores portugueses ao Papa eram enviados extraordinários, expedidos para tratar de uma negociação específica. Contudo, os paradigmas da diplomacia começam a mudar em finais do século XV com o estabelecimento de embaixadores permanentes em cortes estrangeiras.
A missão diplomática junto da Santa Sé foi a primeira missão permanente estabelecida pelo Reino de Portugal. O Doutor João Faria foi o primeiro embaixador residente português em Roma, tendo sido nomeado pelo Rei D. Manuel I em 1512. Foi sucedido por um dos diplomatas e intelectuais portugueses mais eminentes do renascimento: D. Miguel da Silva, Cardeal de Viseu. Durante o século XVI, Roma foi a par com as missões junto dos Reis de França e Espanha, uma das únicas três missões diplomáticas permanentes de Portugal. Entre 1580-1640, devido ao Domínio Filipino, a diplomacia era conduzida pela corte de Madrid e os embaixadores eram nomeados pelo Rei de Espanha. Após a restauração da independência a diplomacia voltou a ser conduzida por Lisboa. A missão diplomática junto da Santa Sé foi interrompida entre 1913-1918, depois da mudança de regime na Revolução de 5 de Outubro de 1910 e até aos nossos dias, tendo já sido interrompida no tempo do Marquês de Pombal.

## Lista dos Embaixadores portugueses junto da Santa Sé

### Enviados extraordinários entre 1139-1512
- João Rodrigues de Sá (enviado de D. João I em finais do século XIV)
- D.Afonso de Bragança, Marquês de Valença (enviado por D. Afonso V em 1451)
- D.Lopo de Albuquerque, 1.º Conde de Penamacor (enviado por D. Afonso V em c. 1475)

### Embaixadores residentes entre 1512 e 1580
- Doutor João Faria (nomeado por D. Manuel I em 1512 - regressou em 1514)
- D. Miguel da Silva e Menezes, Cardeal (nomeado por D. Manuel I em 1514 - revocado em 1525)
- Martinho de Portugal, Arcebispo do Funchal, 1ª vez (nomeado por D. João III em 1525 - revocado em 1527)
- Doutor Braz Neto (nomeado em 1527 - revocado em 1531)
- D. Henrique de Menezes (nomeado por D. João III e 1531 - fl.1536)

### Enviados extraordinários entre 1512 e 1580
- Tristão da Cunha em 1514
- D. Martinho de Portugal, Arcebispo do Funchal, 2ª vez (enviado com D. Henrique de Menezes por D. João III em 1531)
- Francisco Botelho (capitão) em 1542

### Embaixadores sob Monarquia Hispânica entre 1580-1640
- João Gonçalves de Ataíde, 3.º Conde de Atouguia (início do século XVI)
- Francisco de Melo, 1.º Conde de Assumar (nomeado por Filipe IV de Espanha antes de 1640)
- D.Manuel de Moura Corte Real, 1.º Marquês de Castelo Rodrigo (nomeado por Filipe IV de Espanha c. 1640)

### Embaixadores residentes entre 1640-1940
- João Pinto Ribeiro (nomeado por D. João IV em 1640)
- Padre António Vieira(nomeado pelo Príncipe Regente D. Pedro a 1675 - revocado em 1681)
- D. André de Melo e Castro, Vice-Rei do Brasil (nomeado por D. João V em 1711 como Enviado Extraordinário - elevado a Embaixador em 1718 - revocado em 1732)
- D.Rodrigo Anes de Sá Almeida e Meneses, 1.º Marquês de Abrantes (século XVIII)
- D.João de Almeida Melo e Castro (nomeado por D. João VI em 1788 - revocado em 1790)
- Pedro de Melo Breyner (início do século XIX)
- Alexandre de Sousa Holstein (?- revocado em 1806)
- Pedro de Sousa Holstein, Duque de Palmela (nomeado em 1806- revocado em 1807)
- António Bernardo da Costa Cabral (nomeado em 1870 - abandonou o cargo em 1885)
- Ministro Carneiro Pacheco: Embaixador Extraordinário e Plenipotenciário  (nomeado em 1940 - abandonou o cargo em 1945)